# بيتر فوكس (لاعب دوري الرغبي)
بيتر فوكس (بالإنجليزية: Peter Fox)‏ هو لاعب دوري الرغبي بريطاني، ولد في 30 مارس 1933 في Sharlston ‏ في المملكة المتحدة، وتوفي في 25 فبراير 2019.